# مزیان
مزیان، روستایی از توابع بخش مرکزی شهرستان سرخس در استان خراسان رضوی ایران است.
جمعیت این روستا به ۲۰ خانوار می باشد که ۹۵ نفر جمعیت دارد. 
این روستا در دهستان خانگیران قرار دارد و براساس سرشماری مرکز آمار ایران در سال ۱۳۸۵، جمعیت آن زیر سه خانوار بوده‌است.
به خاطر نبود امکانات اولیه زندگی مانند آب و برق و گاز و جاده آسفالت و... فعلا فقط شش خانوار در آن سکونت دارند .